# Avinger
Avinger è un centro abitato degli Stati Uniti d'America, situato nella contea di Cass dello Stato del Texas.

## Geografia fisica
Avinger è situata a 32°53′54″N 94°33′16″W (32.898288, -94.554464).
Secondo lo United States Census Bureau, ha un'area totale di 1,9 miglia quadrate (4,9 km²).

## Società

### Evoluzione demografica
Secondo il censimento del 2000, c'erano 464 persone, 203 nuclei familiari, e 132 famiglie residenti nella città. La densità di popolazione era di 248,2 persone per miglio quadrato (95,8/km²). C'erano 236 unità abitative a una densità media di 126,3 per miglio quadrato (48,7/km²). La composizione etnica della città era formata dal 75,43% di bianchi, il 22,63% di afroamericani, lo 0,43% di altre razze, e l'1.51% di due o più etnie. Ispanici o latinos di qualunque razza erano l'1.94% della popolazione.
C'erano 203 nuclei familiari di cui il 30,5% avevano figli di età inferiore ai 18 anni, il 43,8% erano coppie sposate conviventi, il 14,3% aveva un capofamiglia femmina senza marito, e il 34,5% erano non-famiglie. Il 32,0% di tutti i nuclei familiari erano individuali e il 16,3% aveva componenti con un'età di 65 anni o più che vivevano da soli. Il numero di componenti medio di un nucleo familiare era di 2,29 e quello di una famiglia era di 2,86.
La popolazione era composta dal 24,8% di persone sotto i 18 anni, il 7,8% di persone dai 18 ai 24 anni, il 21,1% di persone dai 25 ai 44 anni, il 25,9% di persone dai 45 ai 64 anni, e il 20,5% di persone di 65 anni o più. L'età media era di 42 anni. Per ogni 100 femmine c'erano 86,3 maschi. Per ogni 100 femmine dai 18 anni in giù, c'erano 84,7 maschi.
Il reddito medio di un nucleo familiare era di 20.809 dollari, e quello di una famiglia era di 24.063 dollari. I maschi avevano un reddito medio pro capite di 30.972 dollari contro i 16.875 dollari delle femmine. Il reddito medio pro capite era di 11.736 dollari. Circa il 28,8% delle famiglie e il 27,3% della popolazione erano sotto la soglia di povertà, incluso il 34,1% di persone sotto i 18 anni e il 16,8% di persone di 65 anni o più.